# 丁氏蝴蝶魚
丁氏蝴蝶魚，為輻鰭魚綱鱸形目蝴蝶魚科的一個種。

## 分布
本魚分布於太平洋區，包括夏威夷群島、馬紹爾群島、強斯頓環礁、庫克群島等海域。

## 深度
水深27~135公尺。

## 特徵
本魚體側扁，吻鈍。體呈白色，頭部有一橙色縱紋通過眼睛，體側上具有許多排列整齊的小黑斑，體背部有一黑色大斜橫帶，從背鰭第三硬棘基部延伸至臀鰭軟條。背鰭具有橙色及白色邊，臀鰭軟條部有黃色邊，尾鰭黃色。背鰭硬棘13枚，背鰭軟條18~22枚，臀鰭硬棘3枚、臀鰭軟條16~17枚。體長可達15公分。

## 生態
本魚棲息於較深的水域，獨居或小群體出現在陡直的礁坡，肉食性，以浮游生物或小型底棲動物為食。

## 經濟利用
具高經濟價值的觀賞魚。